# بيتافلطائي
أجهزة Betavoltaic ، والمعروفة أيضًا باسم خلايا betavoltaic ، هي مولدات للتيار الكهربائي ، في الواقع هي شكل من أشكال البطاريات ، والتي تستخدم الطاقة من مصدر مشع ينبعث منها جسيمات بيتا (الإلكترونات). المصدر الشائع المستخدم هو تريتيوم نظير الهيدروجين. على عكس معظم مصادر الطاقة النووية ، التي تستخدم الإشعاع النووي لتوليد الحرارة ، والتي تستخدم بعد ذلك لتوليد الكهرباء (مصادر حرارية وكهربائية) ، تستخدم betavoltaics عملية تحويل غير حرارية ؛ تحويل أزواج الحفر الإلكترونية التي تنتجها درب التأين لجسيمات بيتا التي تعبر أشباه الموصلات.
تعد مصادر الطاقة Betavoltaic (والتكنولوجيا ذات الصلة مثل alphavoltaic ) مناسبة بشكل خاص للتطبيقات الكهربائية منخفضة الطاقة حيث يلزم عمر طويل لمصدر الطاقة ، مثل الأجهزة الطبية القابلة للزرع أو التطبيقات العسكرية والفضائية

## طريقة عملها
تولد الإلكترونات عالية الطاقة (إشعاع بيتا) التي تنطلقا أثناء اضمحلال بيتا  العديد من حاملات الشحنة الثانوية من خلال عمليات الاصطدام في وصلة p-n في أشباه الموصلات .  ويتم فصل تلك الشحنات  بواسطة مجال منطقة الشحنة الفضائية ضد الجهد الخارجي، كما هو الحال في الخلايا الكهروضوئية، بحيث يمكن انتاج الطاقة الكهربائية.
بدأت الأبحاث والتجارب في ستينيات القرن العشرين. كانت المشكلة في هذه التكنولوجيا هي انخفاض كفاءتها. لم ينتج  البحث عن مواد جديدة ذات فجوة نطاق أكبر وأضرار إشعاعية أقل، ولا عن توسيع سطح أشباه الموصلات عن طريق هيكلة السطح (السيليكون المسامي) نتائج مرضية